# Tamaulipasnattskärra
Tamaulipasnattskärra (Antrostomus salvini) är en fågel i familjen nattskärror.

## Utseende och läte
Tamaulipasnattskärra är en medelstor 24–25,5 cm medlem av familjen och liksom övriga nattskärror en kryptiskt tecknad fågel i olika nyanser av brunt, långvingad och kortbent med kort men mycket bred näbb med tydliga borst kring. Det tydligaste kännetecknet är ett gulbrunt eller beigefärgat band i nacken. Vingarna är även helmörka, olikt flera närbesläktade arter utan något ljusare band över handpennorna. Teckningen på stjärten skiljer sig åt mellan könen, där hanen har breda vita spetsar på de yttre stjärtpennorna, medan de på honan är smalare och ibland mer beigefärgade. Närbesläktade allopatriska yucatánnattskärran är mycket lik tamaulipasnattskärra, men är ljusare kanelbrun i färgen och har större vitare fläckar på stjärtpennorna.
Lätet beskrivs som ett något strävt tvåstavigt "chi-wihw" som upprepas.

## Utbredning och systematik
Fågeln förekommer i tropiska östra Mexiko (från Nuevo León till Oaxaca och Chiapas). Den behandlas som monotypisk, det vill säga att den inte delas in i några underarter.

### Släktestillhörighet
Arten placerades tidigare i Caprimulgus men genetiska studier visar att den står närmare Phalaenoptilus och Nyctiphrynus.

## Levnadssätt
Tamaulipasnattskärra är en vanlig till ganska vanlig stannfågel i täta buskrika skogsmarker och törnskog i torra eller halvtorra miljöer. I södra delen av utbredningsområdet hittas den i något fuktigare skogar. Inte mycket är känt om födan annat än att den är insektsätare. Häckningstiden är april till augusti. Den lägger två vita ägg med bruna och grå teckningar, troligen direkt på marken som andra nattskärror.

## Status och hot
Arten har ett stort utbredningsområde och en stor population, men tros minska i antal, dock inte tillräckligt kraftigt för att den ska betraktas som hotad. Internationella naturvårdsunionen IUCN listar därför arten som livskraftig (LC).

## Namn
Fågelns vetenskapliga artnamn hedrar Osbert Salvin (1835-1898), engelsk ornitolog, samlare av specimen och Strickland Curator vid University of Cambridge 1874-1882.